# Dąbrowa Białostocka (gromada 1954–1964)
Dąbrowa Białostocka (4 X 1954–6 III 1961 Dąbrowa; od 1965 miasto Dąbrowa Białostocka) – dawna gromada, czyli najmniejsza jednostka podziału terytorialnego Polskiej Rzeczypospolitej Ludowej w latach 1954–1972.
Gromady, z gromadzkimi radami narodowymi (GRN) jako organami władzy najniższego stopnia na wsi, funkcjonowały od reformy reorganizującej administrację wiejską przeprowadzonej jesienią 1954 do momentu ich zniesienia z dniem 1 stycznia 1973, tym samym wypierając organizację gminną w latach 1954–1972.
Gromadę Dąbrowa z siedzibą GRN w Dąbrowie Grodzieńskiej (w obecnym brzmieniu Dąbrowa Białostocka) utworzono – jako jedną z 8759 gromad – w powiecie sokólskim w woj. białostockim, na mocy uchwały nr 22/V WRN w Białymstoku z dnia 4 października 1954. W skład jednostki weszły obszary dotychczasowych gromad Dąbrowa Grodzieńska (z Juryzdyką), Małyszówka, Jasionówka i Kirejewszczyzna ze zniesionej gminy Dąbrowa w tymże powiecie. Dla gromady ustalono 18 członków gromadzkiej rady narodowej.
1 stycznia 1956 roku gromadę przyłączono do nowo utworzonego powiatu dąbrowskiego.
W związku ze zmianą nazwy siedziby gromady na Dąbrowa Białostocka z dniem 10 marca 1961, WRN w Białymstoku zmieniła 27 czerwca 1961 nazwę gromady na gromada Dąbrowa Białostocka, z mocą od 10 marca 1961
Gromadę Dąbrowa Białostocka zniesiono 1 stycznia 1965 w związku z nadaniem jej praw miejskich.
Uwaga: Jednostka o nazwie gromada Dąbrowa Białostocka – lecz o zupełnie innym obszarze – istniała też w latach 1969–72; twór ten był kontynuacją dawnej gromady Ostrowie, a zmiana nazwy spowodowana była zmianą siedziby GRN.